# 营盘古城及古墓群
营盘古城及古墓群，也称燕平、安平、因半，是坐落于新疆维吾尔自治区尉犁县城东南的以营盘古城址为中心包括教寺院和烽燧、公共墓地的遗址。2013年3月，列为第七批全国重点文物保护单位（古遗址）。

## 地理信息
东离楼兰古城200公里左右，西离尉犁县大概150千米，北边是库鲁克塔格山，南边离孔雀河不到5千米。海拔848.4米。是古代丝绸之路楼兰道的要冲。
营盘古城址呈圆形，古城内径大概180米，城墙残高3至7米，宽为5米左右。泥土、胡杨树枝以及节节草是古城建筑的主要建筑材料，局部有修补的土坯，夹砂红陶片等遗物散落在古城周围。属于孔雀河烽燧群中最东边的营盘烽燧位于营盘古城西约40米。营盘古城址北1公里左右的高岗台地上分布着营盘墓地即营盘古墓群。

## 历史
根据碳十四放射性定年法，营盘古墓最早可以追溯到西汉，主体推定在东汉到魏晋时期，晚的可能到北朝初期	。学术界的主流意见认为营盘古城便是《水经注》中所记载的注宾城。且是墨山国的都城，汉晋时期墨山国之路上的要冲	。
营盘遗址先后由俄国人彼得·库兹米奇·科兹洛夫（1893年）、瑞典人斯文赫定（1900年）、英国人斯坦因（1900年、1914年）、瑞典人弗克·貝格曼（1928年）发现挖掘。1989年，对被盗墓进行过抢救性清理，1995年，新疆文物考古研究所对其进行抢救性发掘。

## 出土文物
出土过多地风格的文物。其中包括铜镜、漆器、织锦等文物属于中原风格，而麻质面具和金饰文物属于中亚艺术风格，波斯萨珊王朝的玻璃器文物以及希腊罗马艺术风格的毛织品等。其中最为著名的是15号墓出土的M15美男服饰——红地对人兽树纹罽袍。该罽袍的时代为东汉中晚期。 罽袍的人兽图像体现了希腊罗马的艺术风格，而树下对兽纹则常出现在波斯装饰艺术品中，故罽袍整体纹样融合了希腊、波斯文化两者的艺术特征。